# Bergs aardewerk

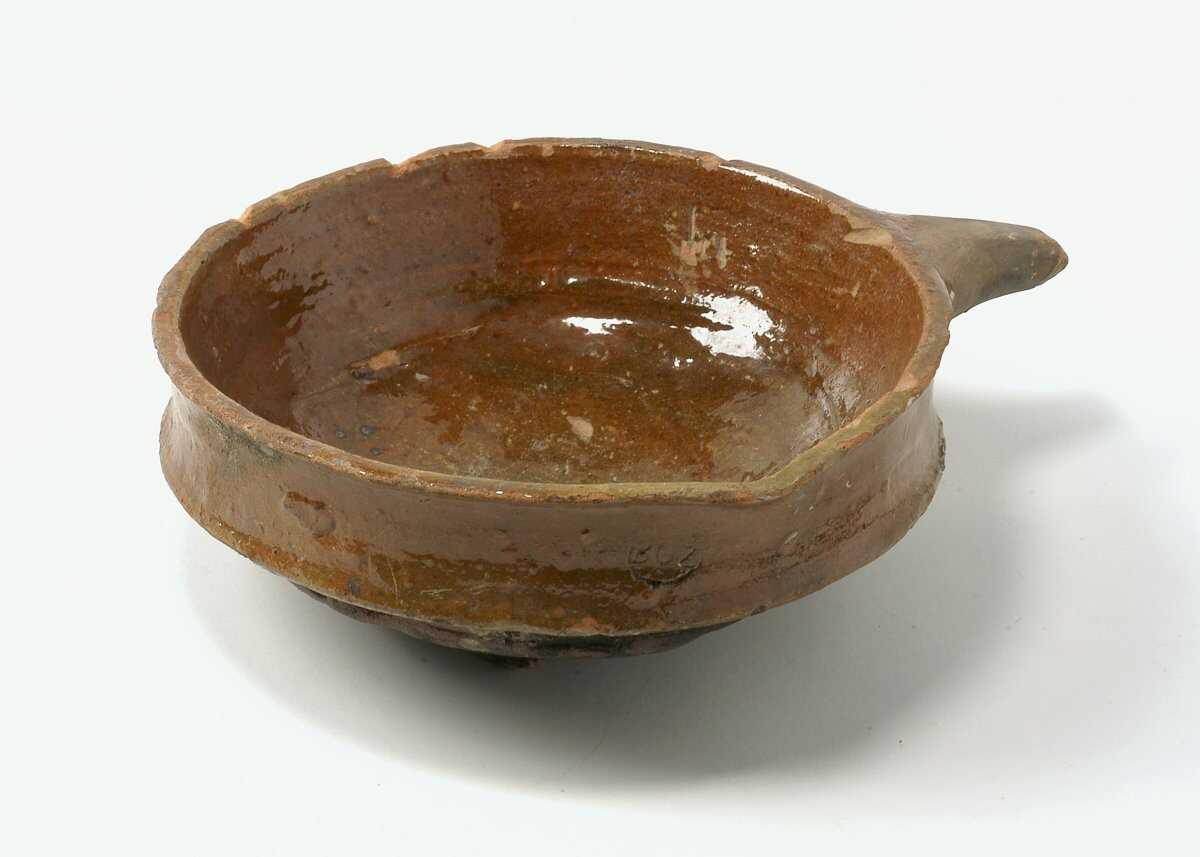
Aardewerken steelpan

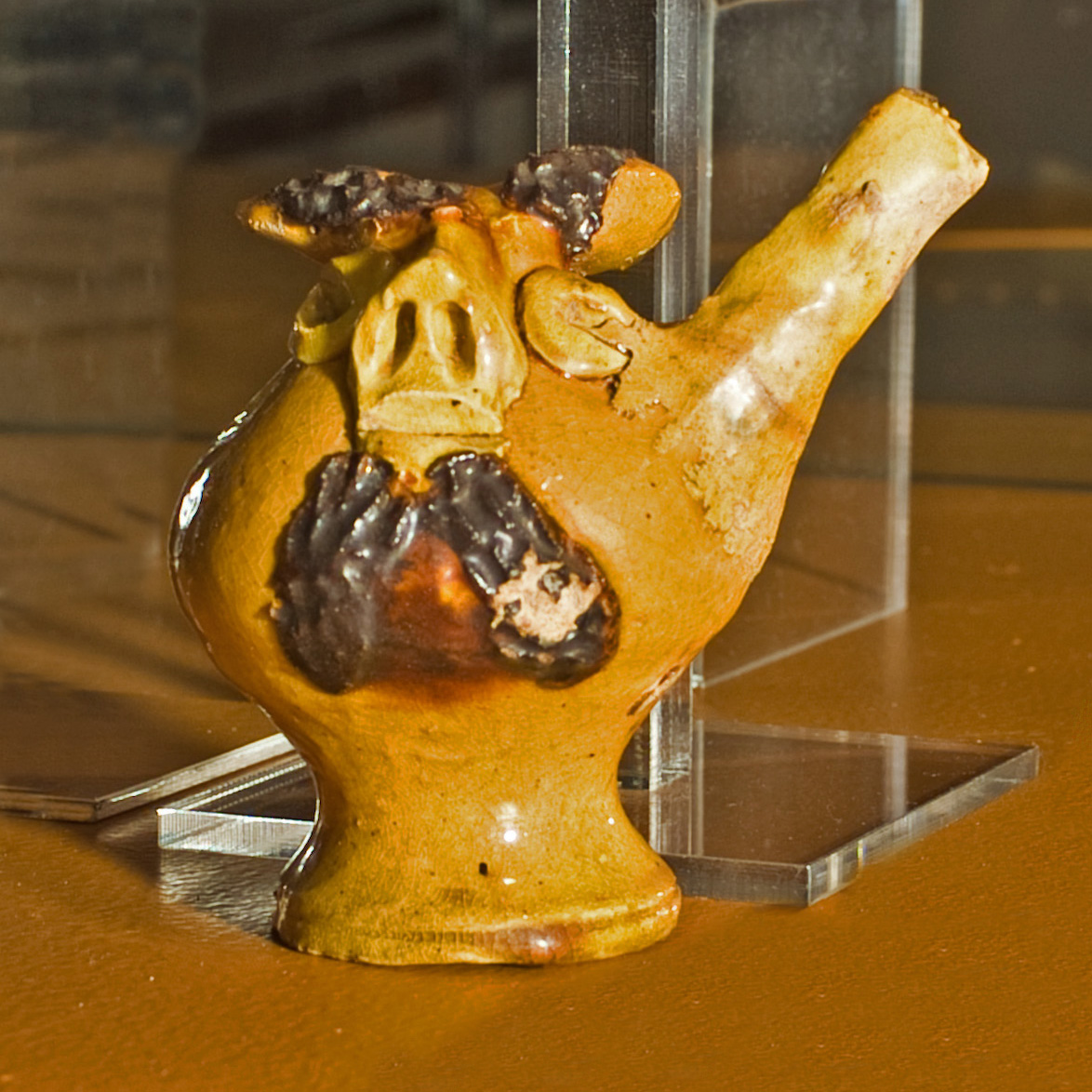
Een vogelfluitje. Als erop geblazen wordt produceert het vogelgeluiden.

Bergs aardewerk is aardewerk uit de Nederlandse stad Bergen op Zoom. 

## Grondstoffen
In en rond Bergen op Zoom was en is heel veel klei, hout en turf te vinden, wat de stad geschikt maakte voor pottenbakkers. Van klei werden de potten gemaakt, en het hout en turf werd gebruikt om de ovens te verwarmen.  

## Geschiedenis

### Romeinse tijd
Al in de Romeinse tijd wordt er Bergs aardewerk gemaakt. Amfora's gevonden op de plek waar nu de Sint-Gertrudiskerk staat zijn gemaakt van Bergs aardewerk. Bergen op Zoom had ook een eigen pottenbakker. 

### Middeleeuwen
Na het verval van het Romeinse rijk werd er minder geproduceerd, en de streek liep leeg. Toen Bergen op Zoom in de tweede helft van de middeleeuwen weer begon te groeien kwam echter ook de productie van aardewerk weer op gang. Met name het gewone aardewerk van rode klei werd veel gebakken.

### Zeventiende eeuw

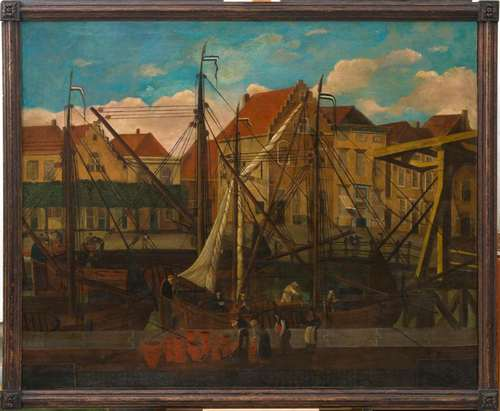
De haven van Bergen op Zoom begin 19e eeuw, het vestigingsgebied van de pottenbakkers

In de zeventiende eeuw werd er weer volop gebakken met maar liefst 22 pottenbakkers in de stad. Ze zaten in het westen van de stad, bij de haven, vanwege brandgevaar. 

### Neergang
In de loop der jaren werd het aardewerk minder gewild, vanwege nieuwe materialen zoals metaal en plastic. Tegenwoordig zijn er geen pottenbakkers meer.